# Хлейфауи, Абдель Рахман
 Абде́ль Рахма́н Хлейфа́уи (араб. عبد الرحمن خليفاوي‎, англ. Abdul Rahman Kleifawi; 1930 — 14 марта 2009) — сирийский политический деятель, премьер-министр Сирии (1971—1972 и 1976—1978).

## Биография
Родился в 1930 году в Дамаске. Кадровый военный, инженер автобронетанковых войск. Занимал посты в сирийской армии и её Генеральном штабе. В 1964—1967 годах представитель Сирии в штабе Объединённого командования арабских стран в Каире. В 1967 году начальник автобронетанкового управления сирийской армии, с 1968 года — начальник управления офицерских кадров министерства обороны Сирии. В ноябре 1970 года назначен министром внутренних дел Сирии и членом сирийского Регионального руководства Баас. Дивизионный генерал.
Премьер-министр с 3 апреля 1971 по 21 декабря 1972 года.
Умер 14 марта 2009 года.